# Dérivation ventriculo-péritonéale
 (janvier 2021).
Si vous disposez d'ouvrages ou d'articles de référence ou si vous connaissez des sites web de qualité traitant du thème abordé ici, merci de compléter l'article en donnant les références utiles à sa vérifiabilité et en les liant à la section « Notes et références ».
La dérivation ventriculo-péritonéale (DVP) consiste à drainer par un cathéter le liquide céphalo-rachidien (LCR) des ventricules cérébraux jusqu'à la cavité péritonéale permettant de faire une évacuation du LCR jusqu'à la cavité péritonéale où il sera résorbé par le péritoine. Elle est mise en place pour traiter une hypertension intracrânienne dont l'origine peut être l'hydrocéphalie, une tumeur intracrânienne, etc.
Elle est mise en place lors d'une intervention chirurgicale par les neurochirurgiens.